# Bogdanówka (dopływ Luciąży)
Bogdanówka (Dąbrówka) – rzeka, lewy dopływ Luciąży o długości 23,4 km. 
Początek bierze w okolicach wsi Wielopole, po czym płynie w kierunku południowo-wschodnim przez prawie bezleśne tereny docierając w okolice Woli Krzysztoporskiej. Przepływa pod drogą krajową nr 1 a w miejscowości Rozprza pod drogą krajową nr 91. W granicach Rozprzy tuż za linią kolejową nr 1 wpada do Luciąży.